# Auguste Chastanet
Pour les personnes ayant le même patronyme, voir Chastanet.
Auguste Hilaire Chastanet, né le 7 septembre 1825 à Mussidan dans le Périgord où il est mort le 6 mai 1902, est un botaniste et poète français de langue occitane.

## Biographie
Auteur de plusieurs recueils de prose et de vers, il est considéré par Adolphe Van Bever comme « le meilleur poète du Périgord ».

## Publications
- Les Arts à Marseille, Marseille, 1868, 11 p.
- Les Femmes de France pendant la dernière guerre, Périgueux, 1873, 16 p. Texte en ligne
- L'Éducation des générations nouvelles au point de vue du relèvement de la France, Périgueux, 1874, 11 p. Texte en ligne
- Lous Bouqueis de la Jano, pouème perigourdi, Périgueux, 1875, 30 p.
- Lou Paradis de las belas-mais (le Paradis des belles-mères), comédie en 1 acte et en prose, Montpellier, 1885, 33 p.
- Counteis e viorlas. Lou Curet de Peiro-Bufiero e lou Chavau de Batistou, Périgueux, 1886, 20 p.
- La Dépousiciou dou Frisat, Périgueux, 1886, 7 p.
- Per tuà lou tems. Prumiero partido. Chansous, texte provençal suivi de la traduction française, Périgueux, 1890, 114 p. Texte en ligne
- Lou Chavau de Batistou, Périgueux, 1904, 14 p.
- Obras d'Auguste Chastanet, felibre majourau, préface de Camille Chabaneau, Périgueux, 1906, XII-299 p. Lire en ligne. Réédition : Marseille : Laffitte, 1985, 299 p.

Articles botaniques
- Plusieurs articles parus dans les Annales agricoles et littéraires de la Dordogne, 1868-1870